# Caryville (Tennessee)
Caryville és una població dels Estats Units a l'estat de Tennessee. Segons el cens del 2000 tenia 2.243 habitants.

## Demografia
Segons el cens del 2000, Caryville tenia 2.243 habitants, 897 habitatges, i 644 famílies. La densitat de població era de 166,5 habitants/km².
Dels 897 habitatges en un 33,2% hi vivien nens de menys de 18 anys, en un 54,7% hi vivien parelles casades, en un 12,8% dones solteres, i en un 28,2% no eren unitats familiars. En el 24,5% dels habitatges hi vivien persones soles l'11,5% de les quals corresponia a persones de 65 anys o més que vivien soles. El nombre mitjà de persones vivint en cada habitatge era de 2,5 i el nombre mitjà de persones que vivien en cada família era de 2,95.
Per edats la població es repartia de la següent manera: un 24,5% tenia menys de 18 anys, un 9,1% entre 18 i 24, un 31,1% entre 25 i 44, un 22,5% de 45 a 60 i un 12,8% 65 anys o més.
L'edat mediana era de 35 anys. Per cada 100 dones de 18 o més anys hi havia 94,5 homes.
La renda mediana per habitatge era de 28.307 $ i la renda mediana per família de 32.604 $. Els homes tenien una renda mediana de 25.094 $ mentre que les dones 19.500 $. La renda per capita de la població era de 14.452 $. Entorn del 14,6% de les famílies i el 17% de la població estaven per davall del llindar de pobresa.

## Poblacions més properes
El següent diagrama mostra les poblacions més properes.